# Gottlieb Hering

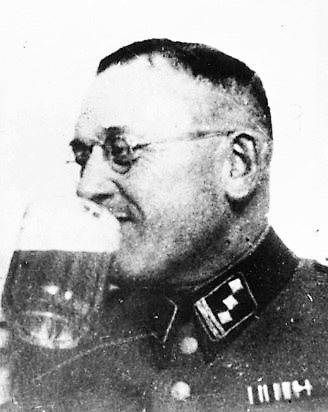
SS-Hauptsturmführer Gottlieb Hering

Gottlieb Hering (* 2. Juni 1887 in Warmbronn; † 9. Oktober 1945 in Stetten im Remstal) war ein deutscher Polizeibeamter, der an der „Aktion T4“ und der „Aktion Reinhardt“ beteiligt war, unter anderem als Lagerkommandant des Vernichtungslagers Belzec.

## Leben

### Bis zum Ersten Weltkrieg
Nach dem Abschluss seiner Schulzeit war Hering als Landarbeiter im Kreis Leonberg beschäftigt. Von 1907 bis 1909 leistete er seinen dreijährigen Militärdienst im Ulanen-Regiment 20 in Ulm ab und verpflichtete sich anschließend freiwillig für weitere drei Jahre. Danach trat er 1912 in Heilbronn in den Polizeidienst ein. Im Jahr 1914 heiratete er, aus der Ehe ging ein Sohn hervor. Im Ersten Weltkrieg wurde Hering 1915 in die Maschinengewehr-Kompanie des Grenadier-Regiments 123 einberufen und war bis zum Waffenstillstand 1918 an der Westfront in Nordfrankreich im Einsatz. Zuletzt bekleidete er den Rang eines Feldwebels. Für seine Kriegsverdienste wurde er mit dem Eisernen Kreuz Erster Klasse ausgezeichnet.

### Polizeidienst
Nach dem Krieg nahm Hering seine bei der Schutzpolizei in Heilbronn begonnene Polizeitätigkeit wieder auf. 1919 begann er bei der Kriminalpolizei als Kriminalwachtmeister in Göppingen. Im Jahr 1926 wurde er zum Kriminalkommissar befördert. Bis 1929 stieg er zum Kriminaloberkommissar auf und wurde Leiter der Göppinger Kriminalpolizei. Als Leiter einer Sonderkommission zur Überwachung radikaler politischer Parteien zeichnete sich Hering, der mit der SPD sympathisierte, aber nie Mitglied war, in der Weimarer Republik als Verfechter von drastischen Aktionen gegen Mitglieder der NSDAP, SA und SS aus. Deswegen wurde er auch als „Nazi-Fresser“ tituliert.
Das brachte ihn nach der „Machtergreifung“ der Nationalsozialisten 1933 in erhebliche Schwierigkeiten, da Göppinger NSDAP-Mitglieder vehement seine Entlassung aus dem Polizeidienst forderten. Ein Kollege, das NSDAP-Mitglied Christian Wirth, den er bereits seit 1912 aus dienstlichen Zusammenhängen kannte, setzte sich trotz heftiger Proteste lokaler SA- und SS-Leute für Hering ein. So konnte er, nun beim Polizeipräsidium in Stuttgart, im Polizeidienst verbleiben. Zum 1. Mai 1933 trat er der NSDAP bei (Mitgliedsnummer 3.239.553). In Stuttgart arbeitete er bei Wirth in der Sonderkommission für Schwerkriminalität an der Aufklärung von Mordfällen. Im Jahr 1937 wurde er Kriminalbezirkssekretär, bevor er 1939 für wenige Wochen die Leitung der Kriminalpolizei in Schwenningen übernahm. Nach Ausbruch des Zweiten Weltkrieges wurde er mit anderen hochrangigen Polizeiführern im Dezember 1939 nach Gotenhafen (Gdynia) berufen mit dem Auftrag, Volksdeutsche aus der sowjetischen Interessensphäre in die „neuen deutschen Ostgebiete“ umzusiedeln.

### Aktion T4 und Aktion Reinhardt
Nach Beendigung des Auftrages in Gotenhafen arbeitete er von Ende 1940 bis Mitte 1942 in verschiedenen Sonderstandesämtern in NS-Tötungsanstalten. Er war zunächst in Bernburg und Hadamar eingesetzt und leitete dann das Sonderstandesamt im Schloss Sonnenstein, wo er die Morde an behinderten Menschen falsch beurkundete. Da Hering, der „in einem Sonderauftrag des Führers“ tätig war, sich hierbei „gut bewährt“ habe, wurde er von der Kanzlei des Führers am 1. Mai 1942 dem württembergischen Innenministerium zur Beförderung vorgeschlagen.
Nach seiner Versetzung zur Führerschule der Sittenpolizei und des Sicherheitsdienstes (SD) nach Prag im Juni 1942 kam Hering im Zuge der Aktion Reinhardt Anfang Juli 1942 in das Vernichtungslager Belzec. Hier löste er zum 1. August 1942 Christian Wirth als Lagerkommandanten ab, der zum Inspekteur der Vernichtungslager der „Aktion Reinhardt“ ernannt worden war. Zwischen Juli und Oktober 1942 erreichten die Transporte mit zur Vergasung bestimmten jüdischen Opfern ihren Höhepunkt. Aufgrund der inhumanen Transportbedingungen starben zahlreiche Menschen schon während der Fahrt. Auf Anweisung Herings wurden diejenigen, die zu schwach waren, um in die Gaskammer zu gehen, in den Lagerabschnitt II gebracht und mit einem Genickschuss ermordet.
Bis zum Dezember 1942 war Hering Lagerkommandant von Belzec, danach kümmerte er sich um die Abwicklung des Lagers und überwachte im Rahmen der sogenannten „Enterdung“ die Verbrennung der Leichen aus den Massengräbern nach einem von Paul Blobel im Rahmen der „Sonderaktion 1005“ entwickelten Verfahren. Auf drei bis vier Scheiterhaufen, die von November 1942 bis zum März 1943 dauerhaft in Betrieb waren, wurden mehr als 400.000 Leichen verbrannt. Nach Beendigung der Leichenverbrennungen verließ Hering Belzec und beauftragte das verbliebene Lagerpersonal mit der Verwischung aller Spuren. Den jüdischen Kapos der verbliebenen 300 Häftlinge des Sonderkommandos für die Leichenverbrennung versprach Hering, dass sie nach der Abwicklung des Lagers bei guter Verpflegung nach Lublin gebracht würden. Stattdessen erreichte der Transport mit diesen letzten Belzec-Insassen am 30. Juni 1943 das Vernichtungslager Sobibor, wo alle Häftlinge dieses Sonderkommandos erschossen wurden. Für das Niederbrennen zweier Dörfer in der Umgebung von Belzec und die Erschießung von 46 Einwohnern wurde Hering am 30. Januar 1943 vor einem SS- und Polizeigericht angeklagt, aber aufgrund seiner „Verdienste“ freigesprochen.
Im Frühjahr 1943 wurde Hering Kommandant des Arbeitslagers Poniatowa, in dem jüdische Häftlinge interniert waren. Mit ihm kamen auch andere Mitglieder des Lagerpersonals von Belzec nach Poniatowa. Die Grausamkeiten in diesem Lager erreichten ihren Höhepunkt in der Aktion Erntefest, bei der in diesem Lager mindestens 14.000 Häftlinge durch Erschießungen ermordet wurden. Nach dieser „Aktion“ wurde das Lager abgewickelt und Hering überwachte wiederum die Leichenverbrennung der getöteten Häftlinge. Zudem befasste er sich zusätzlich ab Mitte Oktober 1943, im Rahmen der Beendigung der Aktion Reinhardt, mit der Abwicklung des Vernichtungslagers Sobibor. Hering wurde wegen seiner „Verdienste“ von Heinrich Himmler als einer der fähigsten Männer der „Aktion Reinhardt“ bezeichnet. Seine fehlende Mitgliedschaft in der SS führte jedoch zu Schwierigkeiten, als er mit anderen Beteiligten der „Aktion Reinhardt“ zur Beförderung vorgeschlagen wurde. Bei der Prüfung der Voraussetzungen für eine Beförderung wurde offenkundig, dass Hering bereits 1939 bei der Tauglichkeitsprüfung für die SS-Mitgliedschaft als ungeeignet abgelehnt worden war. Dennoch wurde er 1943 auf Betreiben von Odilo Globocnik direkt zum SS-Hauptsturmführer ernannt, ohne je Mitglied der SS gewesen zu sein.

### Operationszone Adriatisches Küstenland
Nach Beendigung der „Aktion Reinhardt“ wurde Hering gegen Ende des Jahres 1943, wie auch der Großteil des Personals der „Aktion Reinhardt“, in den adriatischen Küstenraum nach Triest versetzt. Unter Christian Wirth, der jetzt unter Odilo Globocnik Inspektor der „Sonderabteilung Einsatz R“ des SS- und Polizeiapparats in der Operationszone Adriatisches Küstenland war, leitete Hering die „Einheit R I“ in Triest. Diese Sonderabteilung, bestehend aus zunächst drei Einheiten, R I (Triest), R II (Fiume) und R III (Udine), diente der „Judenvernichtung“, der Konfiszierung jüdischen Vermögens und der Partisanenbekämpfung. Nach dem Tode Wirths im Mai 1944 leitete Hering kurzzeitig die Sonderabteilung, bis im Juli 1944 Dietrich Allers Wirths Nachfolge auf diesem Posten antrat und Hering auf seinen Posten nach Triest zurückkehrte, wo er in der Zwischenzeit von Josef Oberhauser vertreten worden war. Als Kommandeur der Einheit R I war Hering auch Lagerkommandant des KZ Risiera di San Sabba in einem Vorort von Triest. In diesem Konzentrationslager, einer ehemaligen Reismühle, wurden bis zu 5000 jüdische Häftlinge und Partisanen ermordet. Am 11. April 1945 heiratete Hering in zweiter Ehe das BDM-Mädel Helene Riegraf, die er bereits in Hadamar kennengelernt und mit nach Triest genommen hatte. Angesichts des nahenden Kriegsendes zogen sich Ende April 1945 die Einheiten der „Sonderabteilung Einsatz R“ aus Norditalien zurück und Hering gelangte wieder nach Deutschland.

### Nach Kriegsende
Nach Kriegsende soll Hering wieder kurzzeitig die Kriminalpolizei in Heilbronn geleitet haben. Er starb infolge einer Erkrankung unter ungeklärten Umständen im Schloss Stetten (Remstal), wo sich ab Herbst 1943 ein Ausweichskrankenhaus der Stadt Stuttgart befand. Sowohl in seinem 1948 von seiner deutlich jüngeren Witwe postum betriebenen Entnazifizierungsverfahren als auch in seiner beim Polizeipräsidium Stuttgart geführten Personalakte, laut der er sich im Oktober 1944 „vom Einsatz zurück“ gemeldet habe, blieben seine Aufenthalte und Tätigkeiten seit Dezember 1939 im Wesentlichen unerwähnt. Man ging im Benehmen mit dem Befreiungsministerium vielmehr davon aus, dass er nicht als Hauptschuldiger oder Belasteter zu betrachten sei. Folglich blieb seine Witwe von der andernfalls zu erwartenden Einziehung des Nachlasses und dem Verlust der Pensionsansprüche verschont. Diese Entscheidung wurde zuletzt noch im Jahre 1972 bei der Überprüfung der sogenannten 131er nach Aktenlage bestätigt.